# Zastava Estonske Sovjetske Socijalističke Republike
Zastava Estonske Sovjetske Socijalističke Republike bila je službena zastava Estonske SSR od njezina osnivanja i pristupanja Sovjetskom Savezu 1940. godine pa do obnove suvereniteta Republike Estonije 1990. godine. Osim tipičnih komunističkih simbola (srp i čekić, zvijezda, crvena boja), zastava je od 1953. godine imala i liniju koja je simbolizirala morske valove.
Nakon sovjetske invazije u lipnju 1940. godine, Estonija je okupirana, a ubrzo i pripojena Sovjetskom Savezu pod nazivom Estonska Sovjetska Socijalistička Republika. Od 31. listopada 1940. godine, službena zastava Estonske SSR bila je sovjetska zastava s latiničnim tekstom „ENSV” iznad srpa i čekića, umjesto uobičajene crvene zvijezde. Nova zastava službeno je usvojena 6. veljače 1953. godine te je također koristila sovjetsku zastavu kao podlogu, s tim da je ispod srpa i čekića dodana bijelo-plava crta koja je simbolizirala morske valove. Sličan dizajn imala je i zastava Latvijske SSR. Dizajner ove zastave bio je Paul Luhtein.
Za vrijeme Estonske SSR, estonska dijaspora i diplomacija, kao i Estonska vlada u izgnanstvu, i dalje su koristile estonsku trobojnicu kao jedinu međunarodno priznatu zastavu Estonije. Istovremeno, korištenje te zastave bilo je zabranjeno i kažnjivo na području Sovjetskoga Saveza.
Estonske su vlasti 20. listopada 1988. godine ponovo dopustile korištenje estonske trobojnice na području Estonske SSR. Dana 23. veljače 1989. godine, sovjetska zastava službeno je skinuta s Pikk Hermanna na dvorcu Toompei. Sljedećega jutra, 24. veljače, zastava je zamijenjena estonskom trobojnicom u čast 70. obljetnice Deklaracije o nezavisnosti Estonije.
Stupanjem na snagu Zakona o državnim simbolima Estonije 8. svibnja 1990. godine, godinu dana prije potpune obnove estonske suverenosti 1991. godine, korištenje zastave i grba Estonske SSR službeno je stavljeno izvan snage.